# Nicola Rigoni
Nicola Rigoni (Schio, 12 de novembro de 1990) é um futebolista profissional italiano que atua como meio-campo. Atualmente, joga pelo clube italiano Monza.

## Carreira

### Vicenza
Rigoni começou como uma grande promessa no Vicenza Calcio em 2007, no clube fez boas atuaçoes até 2010 se transferindo para o Palermo.

### Chievo Verona
Rigoni se transferiu para o Chievo, em 2012.